# PSR-A Pilica

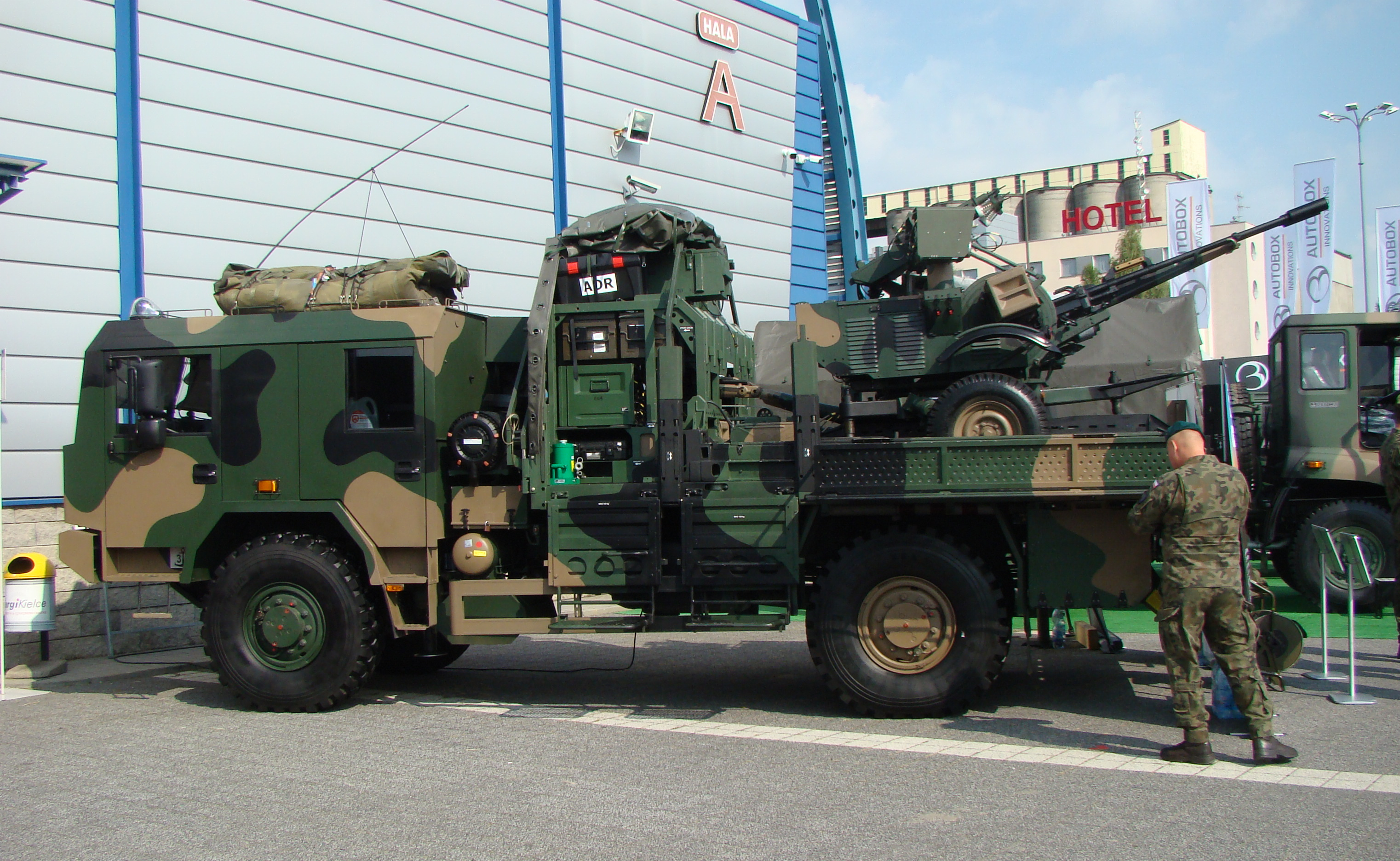
Pojedynczy efektor ogniowy systemu Pilica na pojeździe transportowym Jelcz 442.32

PSR-A Pilica – polski przeciwlotniczy system rakietowo-artyleryjski bardzo krótkiego zasięgu (VSHORAD, ang. Very Short Range Air Defence).

## Historia rozwoju
Prace nad systemem Pilica rozpoczęto w 2006 roku w Wojskowej Akademii Techniczej. W latach 2010–2013 były one współfinansowane ze środków Narodowego Centrum Badań i Rozwoju i realizowane przez konsorcjum składające się z Wojskowej Akademii Technicznej jako lidera programu, Zakładów Mechanicznych Tarnów oraz spółki Bumar Łabędy. Finalnie wykonawcą Pilicy jest konsorcjum PGZ-PILICA, które tworzą spółki PGZ: PIT-Radwar, PCO oraz Zakłady Mechaniczne Tarnów. W 2015 roku zakończono badania zakładowe systemu. 24 listopada 2016 roku podpisano umowę o wartości 746,16 mln zł brutto na dostawę sześciu systemów PSR-A Pilica. Łącznie to 6 stanowisk dowodzenia, 36 jednostek ogniowych, 6 stacji radiolokacyjnych oraz 60 pojazdów zabezpieczających, w tym 36 ciągników artyleryjskich, 12 pojazdów transportowych i 12 wozów amunicyjnych. W 2018 roku podpisano aneks do umowy kierujący system do produkcji seryjnej. W latach 2019–2020 prowadzono zgrupowania poligonowe mające sprawdzić działanie całego systemu. W październiku 2020 roku PGZ poinformowała, że PSR-A Pilica zakończył próby zdawczo-odbiorcze, co otwiera drogę na dostawy systemu do Sił Zbrojnych RP.
4 października 2022 poinformowano o podpisaniu umowy ramowej na opracowanie ulepszonej wersji systemu, pod oznaczeniem „Pilica +”. Dotychczasowa konfiguracja zostanie uzupełniona o wyrzutnie rakiet krótkiego zasięgu CAMM, radary Bystra, amunicję programowalną oraz system przeznaczony do zwalczania bezzałogowych statków powietrznych klasy mini. Zakontraktowano opracowanie dwudziestu jeden systemów, włącznie z przebudową obecnie powstałych systemów do standardu PSR-A Pilica +. Dostawa pierwszego uzupełnionego zestawu przewidywana jest w 2024 roku.

### Eksploatacja w Polsce
18 grudnia 2020 roku przekazano do Sił Zbrojnych RP pierwszy, prototypowy z sześciu zamówionych zestawów, który trafił na wyposażenie 37 Dywizjonu Rakietowej Obrony Powietrznej (3 BROP). Podstawowym zadaniem systemu jest osłona baz lotniczych jako podstawowy system, uzupełniający strefy ogniowe zestawów rakietowych na małych wysokościach. 30 marca 2022 roku przekazano do służby pierwszy seryjny zestaw Pilicy. Trzeci i czwarty zestaw przekazano 22 grudnia 2022 do 3 Brygady Rakietowej Obrony Powietrznej, a w ostatnim kwartale 2023 r. piąty i szósty.
Jednostki wyposażone w system PSR-A Pilica:
- 32 dywizjon rakietowy Obrony Powietrznej[potrzebny przypis]

- 33 dywizjon rakietowy Obrony Powietrznej[potrzebny przypis]

- 34 dywizjon rakietowy Obrony Powietrznej[potrzebny przypis]

- 35 dywizjon rakietowy Obrony Powietrznej[10]

- 36 dywizjon rakietowy Obrony Powietrznej[11]

- 37 dywizjon rakietowy Obrony Powietrznej[potrzebny przypis]

## Konstrukcja
PSR-A Pilica to zestaw przeciwlotniczy bardzo krótkiego zasięgu (VSHORAD), będący elementem najniższej warstwy obrony przeciwlotniczej w zakresie zwalczania bezzałogowych statków powietrznych, śmigłowców, samolotów oraz pocisków manewrujących w odległości do 6500 m, oraz punktowej osłony ważnych obszarów lub obiektów.
Głównym uzbrojeniem systemu Pilica jest zestaw rakietowo-artyleryjski ZUR-23-2SP Jodek-SP składający się z podwójnej armaty przeciwlotniczej o szybkostrzelności teoretycznej około 2000 strz./min i zasięgu skutecznym ognia do 3 km, będącej polską modyfikacją armaty ZU-23-2 kalibru 23 mm, z dwiema wyrzutniami pocisków rakietowych PPZR Grom o zasięgu 5,5 km lub PPZR Piorun o zasięgu 6,5 km.
W skład pojedynczego systemu (baterii) wchodzi sześć jednostek ogniowych (JO), z których każda składa się z zestawu rakietowo-artyleryjskiego ZUR-23-2SP Jodek. Każda jednostka ogniowa ma własną głowicę optoelektroniczną GOS-1, wyposażoną w kamerę termowizyjną, telewizyjną i dalmierz laserowy, co umożliwia samodzielne działanie. Zastosowana została kamera termowizyjna KMW-1 Teja polskiej produkcji PCO. W skład zestawu wchodzi również zautomatyzowane stanowisko dowodzenia (SD) na podwoziu ciężarówki Jelcz 442.32, trójwspółrzędna stacja radiolokacyjna (SR) SRL-97 na bazie radaru IAI ELM-2106NG ADSR-3D Tactical Air Defense Radar, produkowanego przez firmę Israel Aerospace Industries, sześć ciągników artyleryjskich (CA) na bazie Jelcz 442.32 (po jednym dla każdego efektora ogniowego), dwa pojazdy transportowe (PT) Jelcz oraz dwa pojazdy amunicyjne (PA) również na bazie ciężarówki Jelcz 442.32. Jednostka ogniowa może prowadzić ogień także z platformy ciągnika.
Sterowanie uzbrojeniem odbywa się automatycznie w pełnym zakresie, z użyciem zautomatyzowanego układu naprowadzania. Działa on w układzie półautomatycznym, namierzając cele i niszcząc je po potwierdzeniu przez operatora. System celowniczy jest zintegrowany z układem śledzącym i systemem identyfikacji swój-obcy (IFF), który jest w stanie zablokować uzbrojenie i przerwać prowadzenie ognia, gdy namierzony cel będzie zidentyfikowany przez system IFF jako własny bądź też sojuszniczy środek latający. Pilica może być obsługiwana zdalnie, a w wypadku awarii zasilania możliwe jest też działanie efektora ogniowego w trybie manualnym. Zestaw może prowadzić ogień zarówno z ziemi jak i ciągnika artyleryjskiego.
Zestaw wyposażony jest w stabilizowaną głowicę optoelektroniczną działającą w trybie dzienno-nocnym, mogącą pracować niezależnie od uzbrojenia w zakresie obserwacji oraz wykrywania i identyfikacji celów. Głowica stanowi nie tylko element systemu naprowadzania, ale też źródło informacji dla całego systemu.